# Nyamira (hạt)
Hạt Nyamira là một hạt thuộc tỉnh Nyanza ở Kenya. Theo điều tra dân số ngày 24 tháng 8 năm 1999, hạt này có dân số 498102 người. Hạt Nyamira có diện tích 896 km². Hạt lỵ đóng tại Nyamira.